# Brunsidig törnskatsvireo
Brunsidig törnskatsvireo (Vireolanius melitophrys) är en centralamerikansk fågelart i familjen vireor (Vireonidae).

## Utbredning och systematik
Fågeln delas in i två underarter med följande utbredningsområde:
- Vireolanius melitophrys goldmani – ekskogar i södra delen av centrala Mexiko
- Vireolanius melitophrys melitophrys – södra Mexiko (sydöstra Chiapas) till södra Guatemala

## Status
Arten har ett stort utbredningsområde och beståndet anses vara stabilt. Internationella naturvårdsunionen IUCN listar den därför som livskraftig (LC). Beståndet uppskattas till i storleksordningen 20 000 till 50 000 vuxna individer.